# Rhodogastria delineata
Rhodogastria delineata är en fjärilsart som beskrevs av Walker 1855. Rhodogastria delineata ingår i släktet Rhodogastria och familjen björnspinnare. Inga underarter finns listade.